# 일관헌
일관헌(日觀軒)은 정의현감이 정사를 보던 청사다. 1975년 3월 12일 제주특별자치도의 유형문화재 제7호로 지정되었다가, 2012년 5월 23일 대한민국의 중요민속문화재 제188호에 포함됨에 따라 도 문화재 지정이 해제되었다. 

## 개요
표선면 성읍리에 위치한 일관헌은 "임금을 바라보는 것과 같이 바른 정사를 행한다"는 뜻으로 편액했다. 기록에는 1903년(광무 7) 목사 홍종우가 일관헌으로 고쳐 편액한 것으로 나와 있다.
1423년(세종 5) 안무사 정간이 현청(縣廳)을 성산읍 고성리에서 현재의 성읍리로 옮겼다.
이후 여러차례 증·개축이 이루어졌을 것으로 추정되는 일관헌은 1898년(광무 2) 군수 김희주가 중수한 후, 1975년에 옛 건물을 헐어 복원했다. 구조는 정면 3칸, 측면 2칸, 2층 기단석 위에 축조됐다. 사방으로 창호문을 갖췄고, 측면을 현무암으로 마감했고 팔작지붕이 특징이다. 1975년에 복원한 것은 일제강점기에 면사무소로 사용되는 과정에서 원형이 상당히 훼손되었고, 해방 후에도 골함석 지붕으로 개조하여 사용하였기 때문이다.
그러나 탐라순력도(耽羅巡歷圖) 등 고문헌에는 건물 방향이 동향이고 건물 규모도 5칸으로 돼 있는 것에 비해, 복원된 건물은 남향이고 4칸이어서 엉터리로 복원됐다는 지적을 받아왔다. 2011년 8월 7일 태풍 무이파로 천연기념물 제161호인 성읍민속마을 팽나무군(群) 중 한 그루에 깔려 반파되었으며, 이후 제주도는 원형에 맞게 복원하기로 하였다.

## 문화재 지정·해제
일관헌은 1975년 3월 12일 제주도 지정 유형문화재 제7호로 지정되어 관리되어 왔으나, 국가지정 중요민속문화재 제188호 성읍 민속마을의 중심이 되는 관아부지에 위치하고 있고, 국가지정 문화재로 지정․관리되고 있는 점을 감안하여 효율적이고 체계적인 보존전승을 위하여 2012년 5월 23일 도 지정문화재의 지정이 해제되었다.

## 같이 보기
- 성읍 민속마을 - 국가지정 중요민속문화재 제188호

## 참고 자료
- 일관헌 - 국가유산청 국가유산포털